# کلیسای جامع سنت ماری

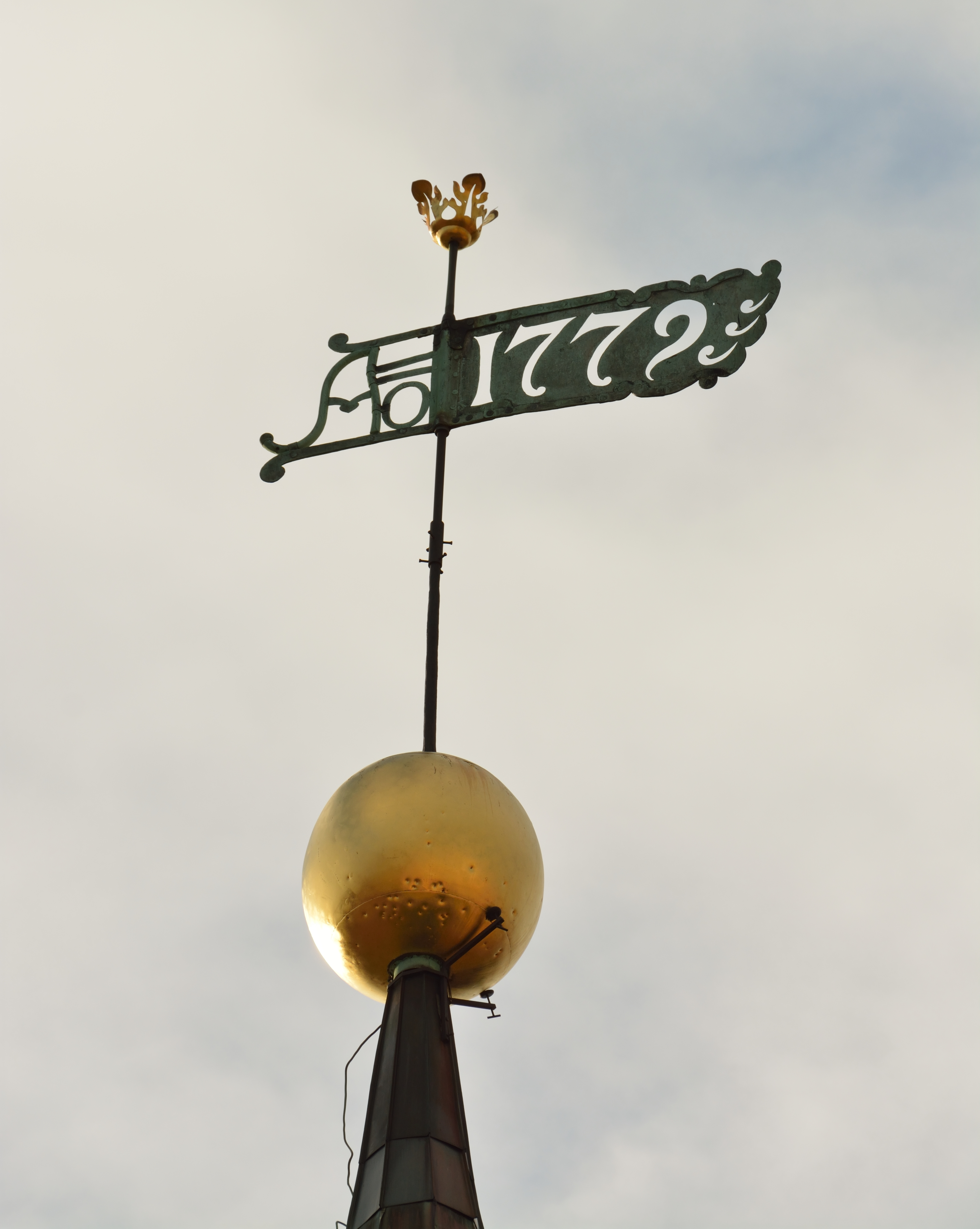
Weather vane

کلیسای جامع سنت ماری (استونیایی: Toomkirik، نام کامل: Tallinna Neitsi Maarja Piiskoplik Toomkirik, آلمانی: Ritter- und Domkirche, انگلیسی: TSt Mary's Cathedral, Tallinn) کلیسای در شهر تالین، استونی است.
این کلیسا در سال ۱۲۴۰ میلادی تأسیس شده‌است و معماری بر کسب معماری گوتیک است.

## نگارخانه

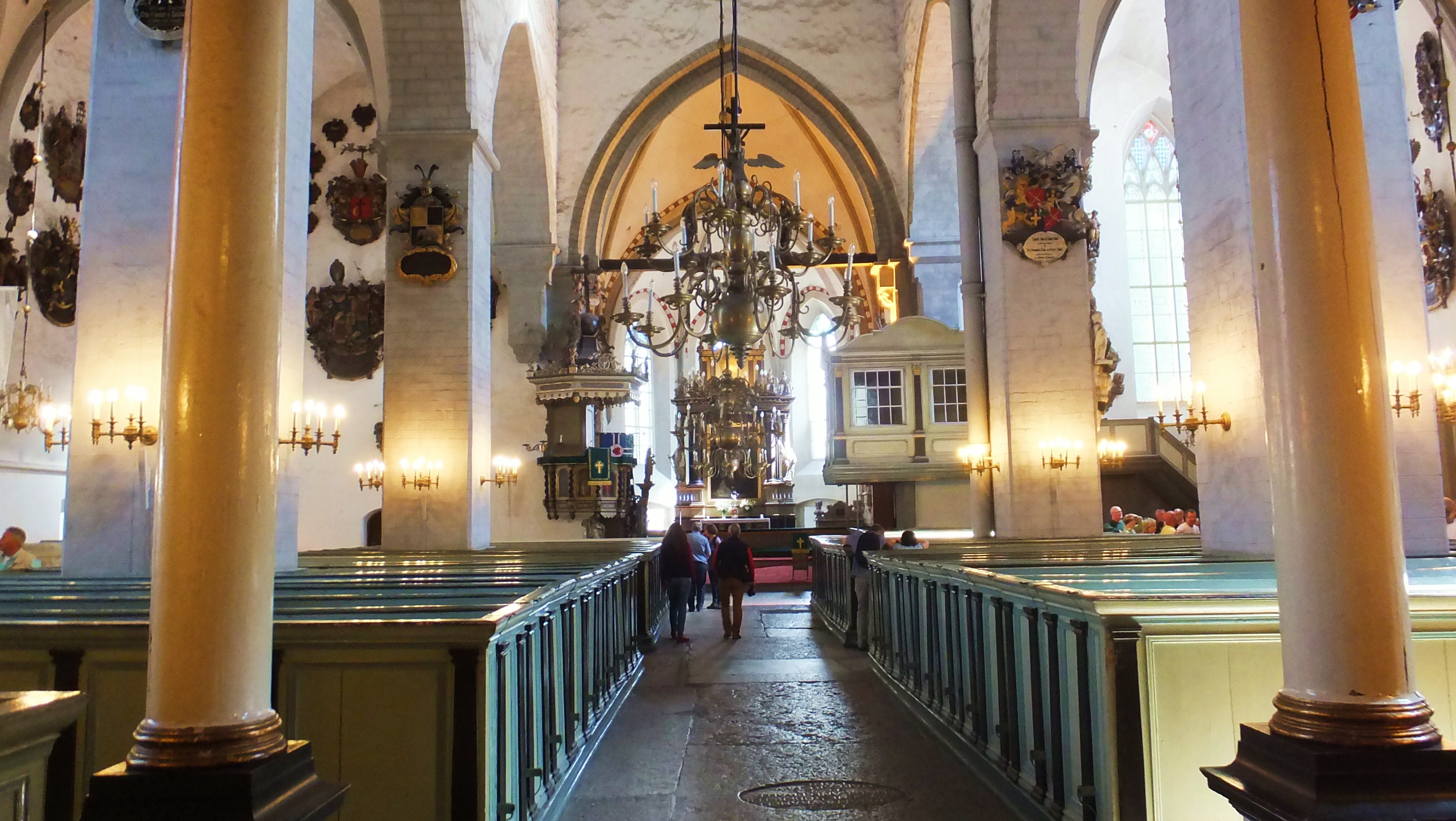
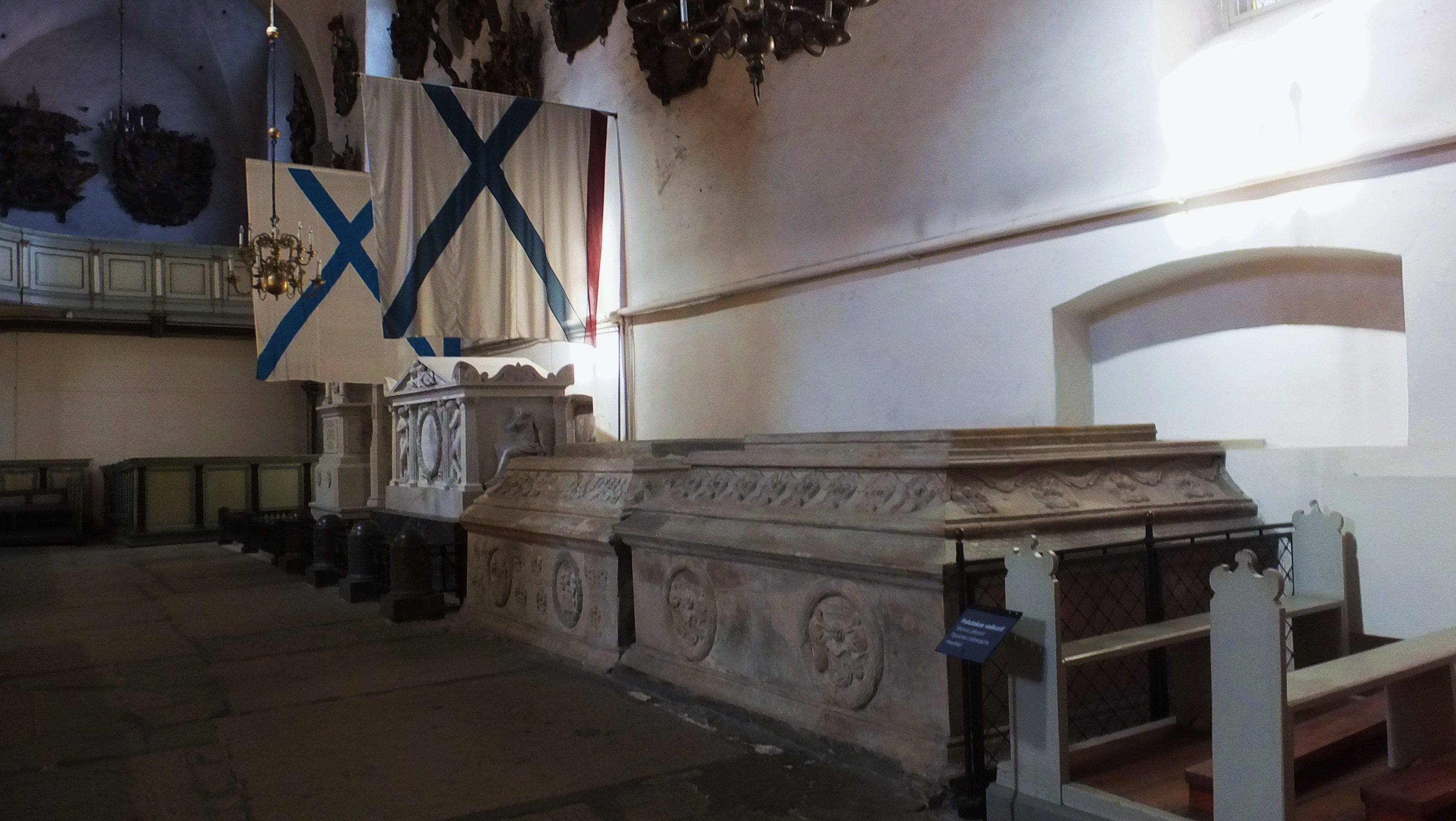
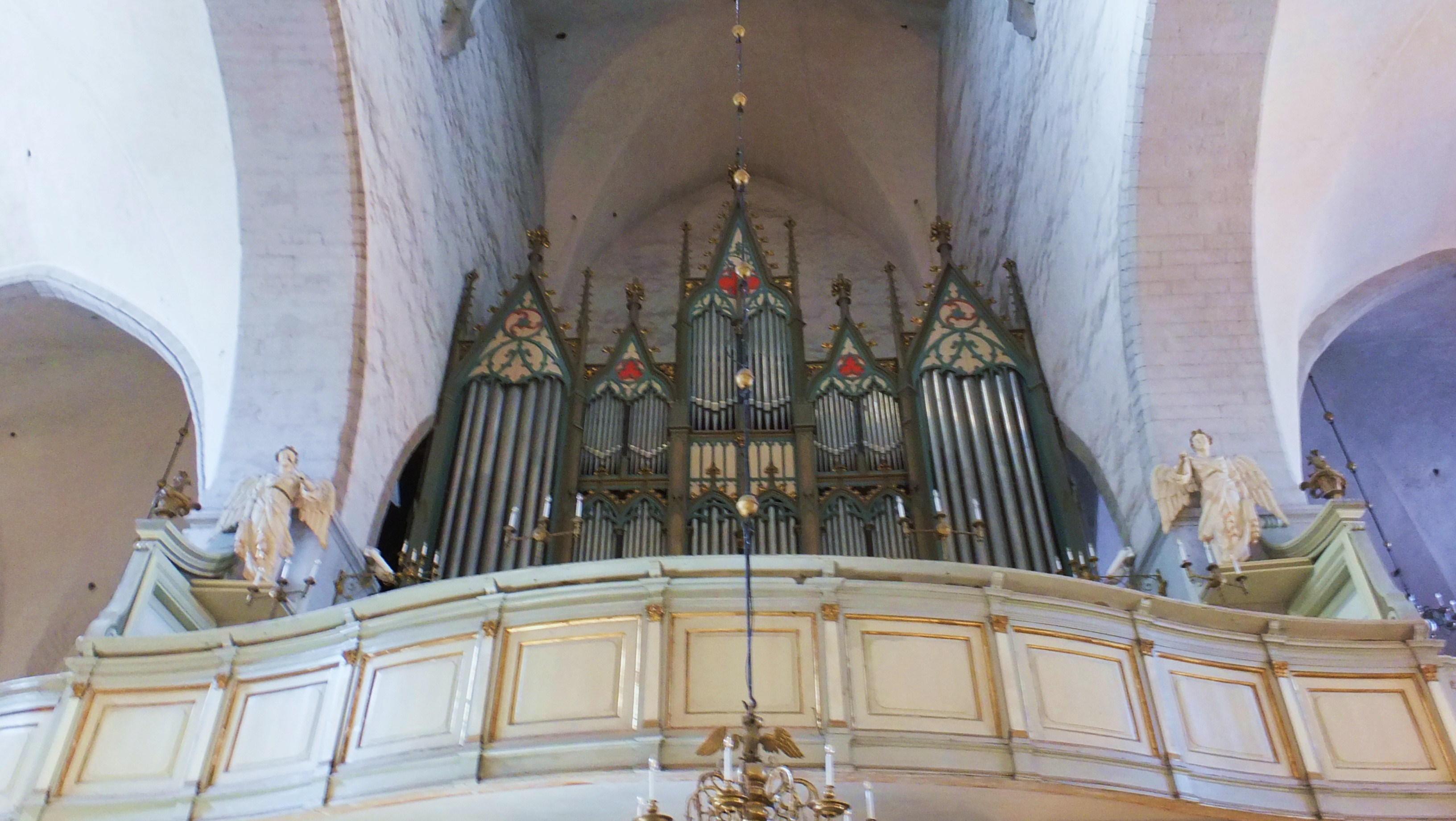
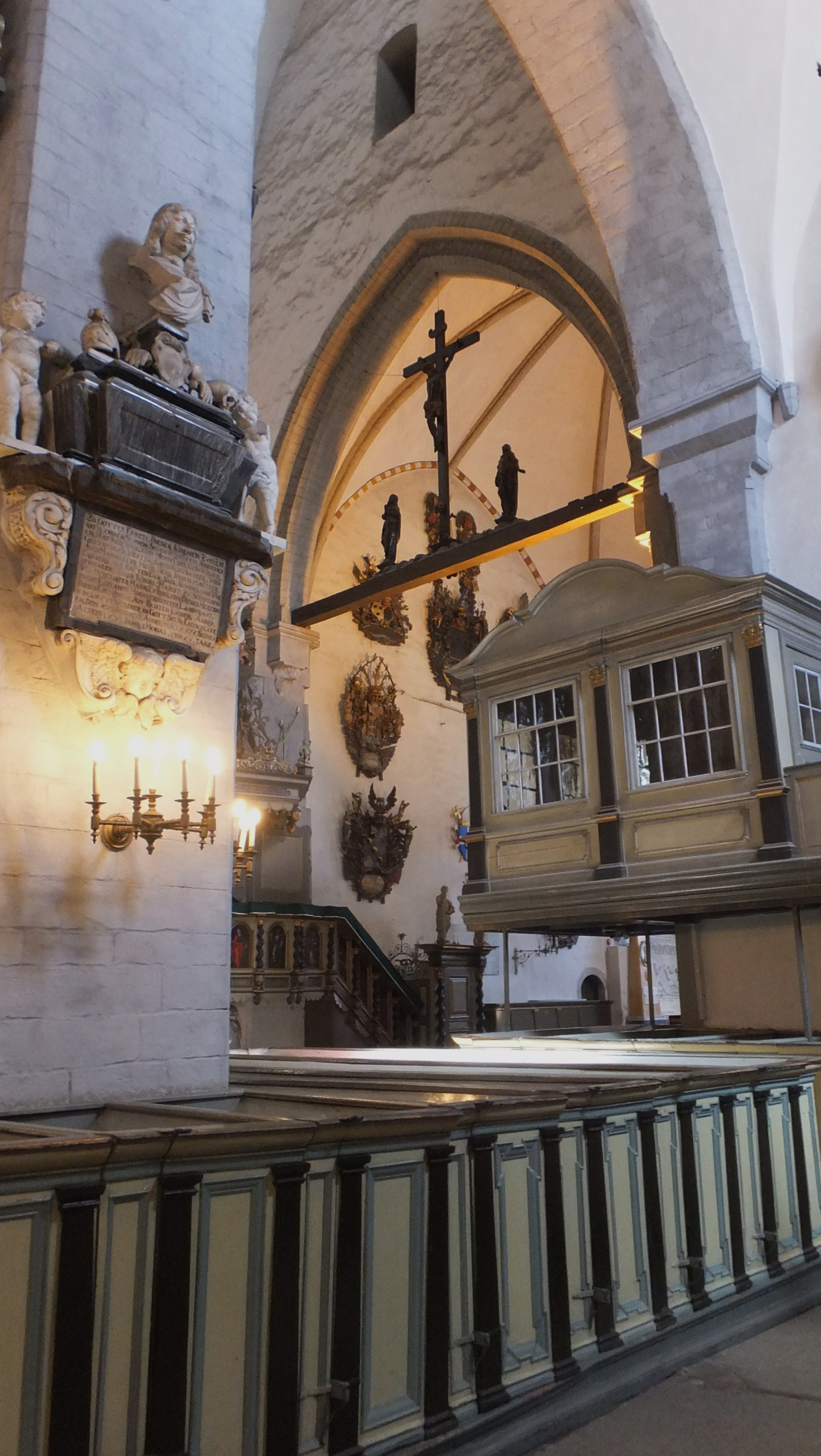